# Санкт-Марайн-бай-Книттельфельд
Санкт-Марайн-бай-Книттельфельд (нем. Sankt Marein bei Knittelfeld) — коммуна (нем. Gemeinde) в Австрии, в федеральной земле Штирия. 
Входит в состав округа Книттельфельд.  Население составляет 1214 человек (на 31 декабря 2005 года). Занимает площадь 60,62 км². Официальный код  —  60911.

## Политическая ситуация
Бургомистр коммуны — Вольфганг Куэльник (СДПА) по результатам выборов 2005 года.
Совет представителей коммуны (нем. Gemeinderat) состоит из 15 мест.
- СДПА занимает 7 мест.
- АНП занимает 5 мест.
- АПС занимает 3 места.